# Liste des aéroports les plus fréquentés au Kazakhstan
Cet article dresse la liste des aéroports les plus fréquentés au Kazakhstan selon la principale source :

## En graphique
Pour des raisons techniques, il est temporairement impossible d'afficher le graphique qui aurait dû être présenté ici.

Voir la requête brute et les sources sur Wikidata.